# Jäminginselkä
Jäminginselkä är en fjärd i Palovesi och Jäminginselkä i Finland. Den ligger i landskapet Birkaland, i den södra delen av landet, 200 km norr om huvudstaden Helsingfors. Jäminginselkä ligger 96 meter över havet.